# Yoram Stein
Yoram Stein (1972) is een Nederlands filosoof en publicist. Stein studeerde filosofie en politicologie aan de Universiteit van Amsterdam en de Universiteit van Californië - Berkeley. Sinds 1999 schrijft hij over filosofie voor Trouw en in 2008 eenmalig voor De Groene Amsterdammer.Daarnaast geeft hij sinds 2003 filosofieonderwijs op het Montessori Lyceum Amsterdam en werkte op het Oostvaarderscollege in Almere tot Juli 2008. Samen met Chris Rutenfrans vertaalde hij het boek Leven aan de onderkant van Theodore Dalrymple. Van zijn hand verscheen in 2006 bij uitgeverij Nieuw Amsterdam het boek Filosofisch Elftal: Nederlandse Denkers over de Actualiteit. Bij dezelfde uitgeverij publiceerde hij in 2010 Stoppen met blowen, een aanklacht tegen deskundigen die cannabis-gebruik bagatelliseren. Hij is zelf 12 jaar verslaafd geweest aan het roken van wiet, en is hier in 2003 mee gestopt.
In 2010 en 2011 doceerde Stein filosofie aan de Roosevelt Academy en vanaf 2016 doceert hij ook aan Webster Leiden. Vanaf 2014 begeleidt hij werkgroepen rechtsfilosofie aan de Universiteit Leiden, waarin Great Books gelezen en becommentarieerd worden. Van 2010 tot 2019 werkte Yoram Stein als buitenpromovendus van de Universiteit Leiden aan een proefschrift over Spinoza. Op 23 oktober 2019 promoveerde hij op de dissertatie Spinoza's Theory of Religion: The Importance of Religion in Spinoza's Thought and Its Implications for State and Society.  In dit proefschrift keert hij zich tegen het beeld van Spinoza als atheïst, secularist en liberaal, zoals dat naar voren komt in het werk van Jonathan Israel en anderen. In plaats daarvan verdedigt Stein de these van Paul Juffermans dat Spinoza in zijn theorie van religie een onderscheid maakt tussen de filosofische religie, het geloof en het bijgeloof; dat hij daarnaast zelf oprecht meende dat het ware geluk te vinden was in religie; dat hij geloof noodzakelijk achtte voor een goed functionerende samenleving, en dat bij hem - anders dan bij de liberalen - een positieve vrijheidsopvatting domineert.    